# Structogramme
Le structogramme ou graphe NSD, modèle proposé par Nassi-Shneidermann, est une description graphique des instructions nécessaires à la résolution d'un problème. Il s'agit de graphes emboîtés qui permettent de représenter des traitements séquentiels, des tests et des répétitions.

## Les éléments suivant la norme DIN 66261
Un structogramme se lit du haut vers le bas, comme d'ailleurs n'importe quel code source. Voici les éléments et structures les plus importants :

### Généralités
En général, le nom du programme ou de la méthode est écrit en haut du structogramme. On distingue entre un structogramme d'un simple programme et celui d'une méthode (procédure ou fonction) :

#### Programme
Le structogramme d'un programme a des coins "carrés".

#### Méthode
Le structogramme d'une procédure ou fonction est représenté avec des coins "ronds". Si la méthode possède des paramètres ou donne un retour, cela est généralement aussi noté dans l'entête.
Voici l'exemple d'un programme qui calcule l'aire d'un cercle.

### Instruction
Les instructions sont écrites dans des boîtes carrées. 
Voici un exemple d'un programme qui calcule la somme de deux nombres entrés au clavier.
- Tout d'abord, le programme lit le nombre "A",
- puis le nombre "B".
- Ensuite il calcule la somme des deux et sauvegarde celle-ci dans la variable "SOMME".
- Finalement, le résultat, c'est-à-dire le contenu de la variable "SOMME", est affiché à l'écran.

### Structure alternative
Ces structures permettent de distinguer, sur base d'une condition, dans quelle direction le programme doit évoluer. En effet, le programme peut ainsi distinguer deux ou plusieurs voies et exécuter en fonction de cela différentes instructions.

#### La structure "si"
La structure alternative permet au programme de distinguer, selon une expression booléenne (=condition) donnée, deux cas différents. Le résultat de l'expression booléenne est soit VRAI, soit FAUX. Si le résultat est VRAI, la partie gauche (V) du structogramme est exécutée, sinon, la partie droite (F) est suivie.
(V) se trouve toujours à gauche et (F) toujours à droite.
Il est aussi possible, que la partie droite reste vide, c'est-à-dire qu'aucune instruction ne soit exécutée si la condition est fausse. Dans ce cas on dessine le symbole de l'ensemble vide dans la case (F).

#### La structure "cas"
La structure "cas" permet de distinguer plusieurs cas selon la valeur d'une expression donnée. Elle permet de distinguer théoriquement un nombre illimité de cas. Si aucun des cas donnés ne valide l'expression, la dernière colonne "sinon" est exécutée.
(dans l'exemple ci-dessus, il n'y a pas d'instructions à exécuter, c'est pourquoi toutes les colonnes contiennent des ensembles vides.)

### Structure répétitive
Une structure répétitive, encore appelée une "boucle", permet de répéter une ou plusieurs instructions un certain nombre de fois. Il existe différents types de structures répétitives:

#### La structure "pour"
La structure répétitive "pour" sert à répéter des instructions données un certain nombre de fois. Cette structure peut être utilisée si on connaît d'avance le nombre de répétitions dont on a besoin. La forme générique dans la norme DIN 66261 est la suivante:
Hors norme, la boucle "pour" est souvent représentée comme un "C".
Cette boucle possède un compteur <COMPTEUR> qui va d'une valeur initiale <VAL_DEBUT> à une valeur finale <VAL_FIN>. À chaque étape, le compteur est incrémenté généralement d'une unité.
Ainsi, le programme suivant affiche 10 fois le mot "Hello" à l'écran.

#### La structure "tant que"
Dans la norme DIN 66261, la boucle TANT QUE a la même forme que la boucle POUR, c'est-à-dire la forme d'un "L" retournée. La condition est mise dans l'en-tête comme pour la boucle POUR. 	 
La condition se présente sous la forme "TANTQUE (i < j)"

#### La structure "répéter"
Fortement similaire à la structure de la boucle TANTQUE, elle diffère au niveau de sa forme. Si la boucle TANTQUE forme un "L" retourné, la boucle RÉPÉTER forme un "L", la condition est mise dans le pied du "L".

### Logiciels
- Nessi dessinez, éditez et interprétez vos structogrammes (GPL)
- Structorizer – éditeur de structogrammes pour Linux, Mac OS X & Microsoft Windows, licence GNU General Public License
- Code::Blocks EDI orienté C++ permettant la création de diagrammes de Nassi-Schneiderman